# Картезианский театр

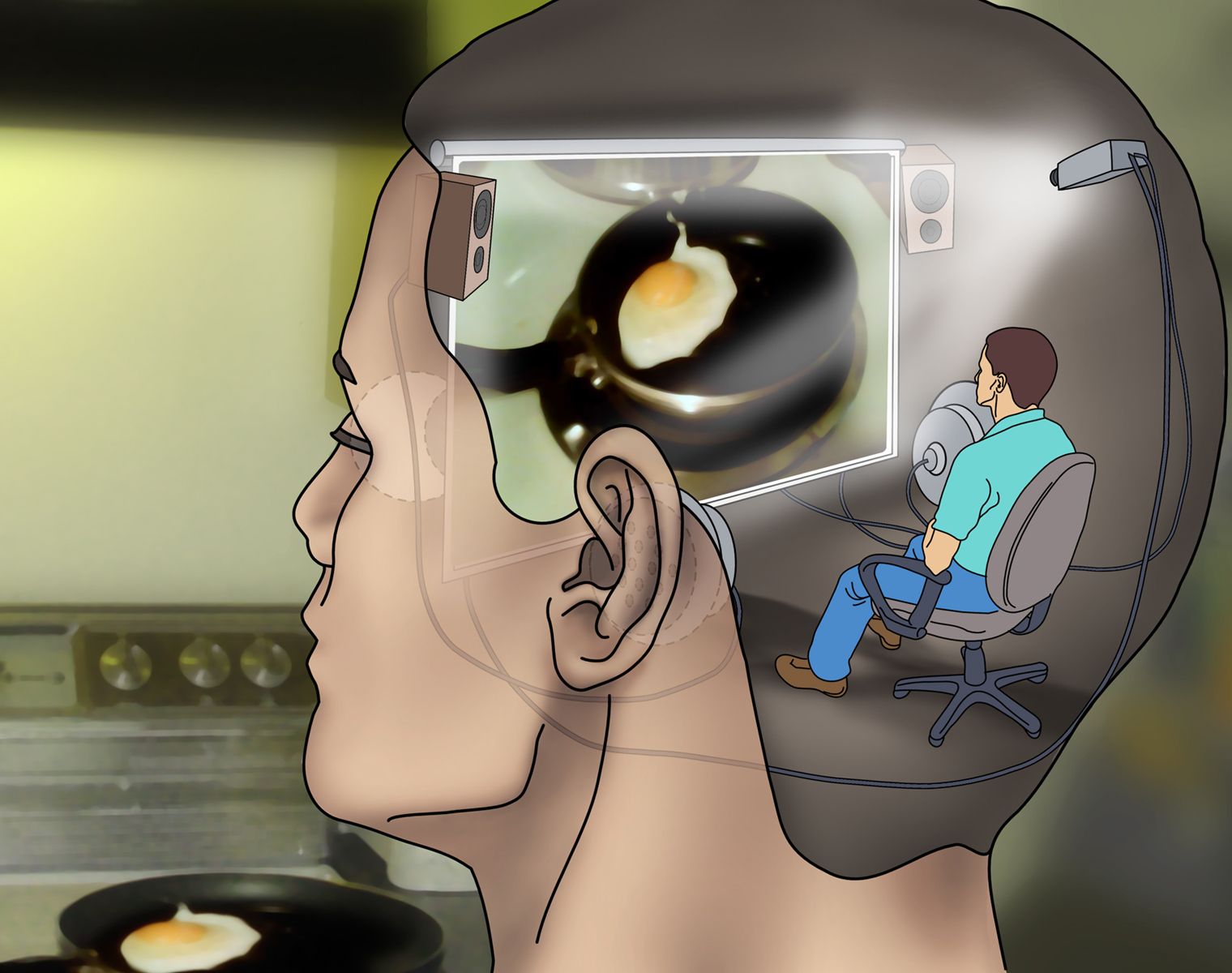

Картезианский театр (англ. Cartesian theater) — введённый Дэниелом Деннетом иронический термин, обозначающий представление некоторых учёных и философов о внутреннем субъекте сознания, подобное представлениям Декарта.
Термин отсылает к определённому аспекту того, что Деннет назвал картезианским материализмом, содержащимся в современных материалистических теориях сознания в виде непризнанных остатков картезианского дуализма.
Декарт первоначально утверждал, что сознание требует бессмертной души, взаимодействующей с телом посредством шишковидной железы головного мозга. Д. Деннет говорит, что когда дуализм исключается, тогда остаётся собственно декартовская модель, сводящаяся к представлению маленького театра, где гомункулус («маленький человечек») физически выполняет задачу наблюдения за всеми чувственными данными, проецируемыми на экран в отдельный момент, принимая решения и посылая команды.
Термин «картезианский театр» был предложен в контексте «модели множественных вариантов», которую Д. Деннет постулировал в своей работе «Объяснённое сознание» (1991):

Картезианский материализм — это взгляд, при котором есть ключевая финишная линия или граница где-то в мозге, отделяющая то место, где порядок появления сигнала равен порядку «представления» его в опыте, поскольку то, что происходит здесь, есть именно то, что мы осознаем. […] Многие теоретики упорно утверждают, что они явно отвергают такую очевидно плохую идею. Но […] убедительный образ «картезианского театра» продолжает давать знать о себе — как у дилетантов, так и у научных сотрудников — даже после того, как этот призрачный дуализм был осуждён и изгнан.— Деннет, Дениел. Объяснённое сознание. — С. 107.
Деннет отмечает, что нейроанатомия и нейрофизиология не подтверждают существование центра сознания в мозге, то есть внутреннего субъекта. Кроме того, декартовский театр создаёт философский парадокс: если восприятие человеком своих внутренних представлений осуществляется за счёт существования гомункулуса, то этот гомункулус должен воспринимать свои внутренние представления за счёт существования в своём мозге ещё меньшего гомункулуса, и так до бесконечности. Результатом этого парадокса является отсутствие объяснения сознания.
Деннет предложил своё решение проблемы сознания в виде когнитивистского варианта функционализма, который избегает крайностей как физикалистского редукционизма, так и ментализма и дуализма. Он утверждает, что сознание представляет собой не особое свойство материи, а функциональные отношения логических состояний, которые могут быть осуществлены в самых разных физических структурах — в теле человека, в компьютерной программе и др. Согласно Деннету, в человеческом мозге не существует единого центра, создающего сознание. Сознание возникает в результате деятельности множества нейронов, образующих сложные функциональные сети. Эти сети и есть сознание. Деннет уподобил человеческий интеллект искусственному интеллекту, хотя и указал при этом на различия между ними.
Теория сознания Деннетта получила широкую известность в философской литературе, однако не была поддержана большинством философов и подверглась обширной жёсткой критике.